# Бас (риба)
Бас (лат. Miscropterus salmonides), је слатководна риба која, иако у своме имену има назив salmoides, и назива се пастрмски гргеч припада фамилији Centrarchidae.
- Латински назив: Miscropterus salmonides

- Локални називи: пастрмски гргеч

- Макс. дужина: 60 cm.

- Макс. маса: 10 kg.

- Време мреста: од априла па све до јуна или јула

## Опис и грађа
Бас има тело тамнозелене боје са тамним мрљама са обе стране, а по средини тела има хоризонталну пругу веома различите ширине. Доња страна тела му се прелива од светлозелена па до беле боје. Леђно пераје се састоји се од 9 бодљи и скоро је одвојено, док наставак леђног пераја садржи 12-13 меких зракастих делова. Код баса завршетак горње вилице допире скроз до границе ока. 
Мицроптерус на грчком значи мало пераје, док салмо такође значи пастрмка, па је вероватно због тога и један од његових данас одомаћених назива у Србији „пастрмски гргеч“. 

## Навике, станиште, распрострањеност
Бас се назива Пастрмски гргеч и не зна се зашто је тако, јер иако му у имену стоји салмонид, он не припада салмонидима. Његов најближи рођак је сунчаница и они припадају истој фамилији. Бас обитава у воденим површинама који су обрасли густом подводном вегетацијом, локвањима, дрезгом и различитим врстама алги. А може се наћи и у приобалном појасу, и то у делу који је обрастао са густоме трском, и чија је ширина од 2 до 4 m. 
Бас се креће и задржава у затрављеним деловима воде, најрадије око великих окана у дрезги и у зони затрављеног дна, где је у потрази за мекушцима и рачићима. Мањи примерци баса се могу видети како уз саму ивицу дрезге пливају у потрази за храном на дубини од око пола метра. Крупнији примерци се ретко могу видети у површинском слоју воде. Бас се често, у летњем периоду, у најгушћој трави, лењо преврће без уобичајеног праска на површини. 
Масовнија појава баса у Србији у каналском систему Бачке привукла је риболовце у потрагу за том атрактивном грабљивицом. У Војводини има много канала у којима бас обитава. 

## Размножавање
Бас се мрести када температура воде достигне 16 °C. и тада почне да прави гнездо у тихој води богатој воденим биљем, обично на дубини од једног метра (0.5 m – 2 m). Женка баса полаже од 2 000 до 43 000 јајашаца, а након полагања, мужјак је отера од гнезда и, брани гнездо нападајући све уљезе. За то време се не храни. Након 5 до 10 дана млађ се излеже и остаје на окупу под будном пажњом оца. Он своје младе чува још неколико дана након излегања, док се они хране зоопланктоном и ларвама инсеката. Када достигну величину од 5 cm, млади басови постају активни предатори.
У Србији се мрест одвија у зависности од године, од априла па све до јуна или јула.